# Terminator
Terminator (v izvirniku angleško The Terminator) je znanstvenofantastični film režiserja Jamesa Camerona iz leta 1984 z Arnoldom Schwarzeneggerjem, Michaelom Biehnom in Lindo Hamilton v glavnih vlogah. 
Schwarzenegger v filmu igra Terminatorja, morilskega kiborga, ki je poslan nazaj v času iz leta 2029 da bi ubil Sarah Connor (Hamilton). Njen še nerojeni sin John Connor naj bi po katastrofalni jedrski vojni v prihodnosti vodil upore proti inteligentnim strojem. Za Terminatorjem pa v preteklost pride tudi Kyle Reese (Biehn), ki mora zaščititi Sarah Connor, da bo lahko nekoč rodila sina.
Nepričakovani komercialni uspeh filma je bil odskočna deska za režisersko kariero takrat še neuveljavljenega Camerona, hkrati pa je utrdil Schwarzeneggerjev sloves zvezde akcijskih filmov.

## Zgodba
Zgodba se začne v Los Angelesu v letu 2029, kjer se ljudje, preživeli po jedrski vojni, skrivajo in upirajo naprednim strojem, katerih namen je iztrebiti človeštvo in zavladati svetu. Da bi stroji zlomili človeški upor, v preteklost pošljejo Terminatorja. Njegova naloga je ubiti Sarah Connor, katere sin v prihodnosti vodi upor proti strojem. 
Da bi to preprečili, se v preteklost vrne tudi Kyle Reese, ki se je boril pod Connorjevim poveljstvom, z nalogo zaščititi Sarah. Našel naj bi jo s pomočjo fotografije, ki mu jo pred odhodom da John Connor. Njegova naloga ni lahka, saj s seboj ni mogel prinesti naprednega orožja iz prihodnosti, njegov nasprotnik pa je brezčuten ubijalski stroj. Terminator začne iskati Sarah Connor po telefonskem imeniku in najde dve ženski s tem imenom ter ju ubije. »Pravo« Sarah najde v nočnem klubu in jo napade, a jo reši Kyle ter z njo pobegne.
Kyle med skrivanjem pove Sarah, da je Terminator napreden stroj, katerega naloga je odkrivanje in uničevanje preživelih po jedrski vojni. Vojno je sprožil na umetni inteligenci zasnovan računalniški sistem Skynet, ki je nadziral ameriško strateško jedrsko orožje. Na neki stopnji razvoja je Skynet začel samostojno razmišljati in prišel do zaključka, da so ljudje njegovi nasprotniki, zato je najprej sprožil jedrsko vojno, preživele pa so lovili posebej za ta namen izdelani stroji.
Med begom Kyla in Sarah ujame policija. Njuni zgodbi ne verjame nihče, saj zanjo ni nobenih otipljivih dokazov. Oba pridržijo in označijo Kyla za blodnjavega paranoika, vendar Terminator vdre na postajo in pobije več policistov, zato sta prisiljena ponovno bežati. Skupaj se nato borita proti Terminatorju, ki mu kljub prednosti ni uspelo uresničiti svojega cilja. Skrijeta se v motel, kjer Reese izdela nekaj improviziranih bomb. Zvečer ji prizna da je zaljubljen vanjo; ona mu čustva vrača in tisto noč spita skupaj.
Terminator ju kmalu izsledi, zato se med begom zatečeta v neko tovarno. V spopadu Reese nanj pritrdi bombo, ki Terminatorja prepolovi, vendar je pri tem ubit tudi Kyle. Kljub skoraj popolnemu uničenju Terminator sledi Sarah, vendar ji ga na koncu uspe uničiti s hidravlično stiskalnico.
Čez nekaj mesecev se noseča Sarah odpravi v Mehiko, na poti pa snema svoja razmišljanja na kaseto da bi jih nekoč zapustila svojemu še nerojenemu sinu. Na bencinski črpalki jo fotografira mehiški deček - to fotografijo je John dal Reesu pred odhodom v preteklost. V zadnjem prizoru se odpelje proti obzorju, nad katerim se zbirajo nevihtni oblaki.
Iz končne verzije filma je bil izrezan prizor, v katerem dva delavca v tovarni najdeta Terminatorjeve ostanke in jih odneseta v razvojni oddelek, kjer iz močno poškodovanega procesorja izpeljejo osnovo za računalniški sistem Skynet. Prikazano je ime podjetja Cyberdyne Systems, ki ima pomembno vlogo v nadaljevanju.

## Odziv in nadaljevanja
Kljub zadržanosti distributerja, ki se je bal negativnih kritik, je občinstvo film izjemno dobro sprejelo. Ob otvoritvenem vikendu in še vikend kasneje je bil na vrhu lestvice filmov po zaslužku v kinodvoranah s skupaj več kot 9 milijoni USD prihodka. Razmeroma pozitivne so bile tudi ocene kritikov, ki so izpostavili dober tempo, vzdušje in akcijske prizore, manj navdušeni pa so bili nad zgodbo kot celoto in nasiljem v filmu. Leta 2008 ga je ameriška Kongresna knjižnica vključila v Narodni filmski register kot »kulturno, zgodovinsko ali estetsko pomemben« film.
Do danes so na podlagi uspeha filma nastala štiri nadaljevanja: Terminator 2: Sodni dan (1991), Terminator 3: Vstaja strojev (2003), Terminator: Odrešitev (2009) in Terminator: Genisys (2015), poleg njih pa še televizijska serija The Sarah Connor Chronicles (2008–2009).